# Вальтер Брух
Ва́льтер Брух (нім. Walter Bruch; 2 березня 1908, Нойштадт на Вайнштрассе — 5 травня 1990, Гановер) — німецький електротехнік, піонер розробки телебачення. Після війни розробив систему аналогового кольорового телебачення PAL.

## Біографія
За бажанням батька Вальтер Брух навчався у торговельній школі і навчався у фабричній школі механіки. З 1928 відвідував саксонську вищу школу Міттвайда, був вільним слухачем університету Берліна, де навчався у Манфреда фон Арденне та Денеша Михая.
З початку 1930-х років займався розвитком телебачення. Вже 1933 презентував систему телекіно Filmabtaster. З 1935 працював техніком у компанії Телефункен, де Еміль Мехау розробляв телекамеру для берлінської олімпіади 1936. На олімпіаді Брух працював телеоператором.
Під час війни перебував на полігоні Пенемюнде, де розробляв і встановлював першу у світі систему індустріального телебачення для спостереження старту Фау-2, А9/А10 Amerika-Rakete зі стартової позиції №7.
Після завершення війни працював на кабельному заводі Обершпреє, де 1946 сформулював 625-рядковий телевізійний стандарт. У 1950 повернувся до Телефункен, де очолював електротехнічну лабораторію. Наприкінці 1962 отримав патент на систему PAL, яку 3 січня 1963 презентували експертам Європейської мовної спілки. Брух займався презентаціями системи у європейських країнах. Отримав численні почесні звання і нагороди. На його честь названо вулицю у Гановері.